# Orden de San Pedro Mártir
La Orden Militar de los Crucesignatos de Jesucristo, también denominada Orden o Cofradía de San Pedro Mártir, fue una corporación que tuvo como misión la defensa de la fe católica frente a corrientes consideradas heréticas. Esta orden fue establecida en el año 1216 por Santo Domingo de Guzmán, obteniendo el respaldo del papa Inocencio III ese mismo año. La Orden de los Crucesignatos fue reorganizada desde Italia por el papa Inocencio IV en el año 1252, a raíz del asesinato de Pedro de Verona. Desde entonces esta orden empezó a ser conocida por el nombre de este santo. Aunque con el transcurso del tiempo se redujo su presencia, la Orden de San Pedro Mártir fue el antecedente de la Cofradía de San Pedro Mártir de Verona de Ministros del Santo Oficio, entidad que integró a los miembros de la Inquisición y que logró ejercer una gran influencia en el siglo XVII.

## SigloXIX
Llegado el siglo XIX y tras el restablecimiento de Fernando VII en el trono de España, el monarca concede el uso de las insignias de la misma a los miembros de la Muy Ilustre Congregación de San Pedro Mártir. Esta petición fue cursada por el Conde de Casillas de Velasco y Don Lorenzo Serrano como mayordomos de la misma. La Congregación estaba formada por los consejeros de la Inquisición, inquisidores y otros subalternos de los tribunales de la Inquisición.